# Об'єднані ліві (Сан-Марино)
Об'єднані ліві (італ. Sinistra Unita, SU) — ліва політична партія в Сан-Марино.

## Історія
Партія заснована як коаліція 2 серпня 2006 року Комуністичним перезаснуванням Сан-Марино, сформованим тими, хто не погоджувався з трансформацією Комуністичної партії Сан-Марино в Демократично-прогресивну партію Сан-Марино у 1992 році, і Лівою партією, що відкололася від Партії демократів у 2005 році. Її італійським аналогом була партія Ліві екологія свобода.
На парламентських виборах у Сан-Марино 2006 року альянс набрав 8,67 % голосів і отримав п'ять місць. Об'єднані ліві були частиною правлячої коаліції, яка керувала Сан-Марино з 2006 по 2008 роки разом з Партією соціалістів і демократів і Народним альянсом сан-маринських демократів за республіку, поки напруга між ними та останніми не призвела до розпаду коаліції.
На загальних виборах 2008 року Об'єднані ліві були частиною виборчої коаліції «Реформи та свобода», яка отримала 25 місць із 60 у Великій та Генеральній раді, набравши 45,78 % голосів виборців. Самі Об'єднані ліві отримали 5 місць і 8,57 % загальнонаціональних голосів.
Сподіваючись на хороші результати альянсу, дві партії об'єдналися в одну в 2012 році. Під час виборів 2012 року SU створив лівий альянс із Civic 10 під назвою Активне громадянство, який отримав 16 % голосів. Сам SU зберіг свої п'ять місць.
10 листопада 2017 року партія була розпущена та об'єднана в нову партію Демократичні соціалістичні ліві.